# Stephanie Ribeiro
Stephanie Ribeiro (1993) é arquiteta, escritora, palestrante e feminista negra que acredita na arte, design e cultura como papel fundamental do ativismo negro interseccional e na responsabilidade social do arquiteto para uma sociedade mais justa e igualitária.

## Biografia
Ribeiro cursou arquitetura na Pontifícia Universidade Católica de Campinas. Teve textos seus postados em diversos portais entre eles ArchDaily, Vitruvius e Casa Vogue. Recebeu em 2015, da Assembleia Legislativa de São Paulo, a Medalha Theodosina Ribeiro, que homenageou seu ativismo em prol das mulheres negras.
Foi uma das autoras do livro "Explosão feminista: Arte, cultura, política e universidade", de Heloísa Buarque de Hollanda, vencedor do Prêmio Rio. No ano de 2018, foi uma das brasileiras entre os afrodescendentes mais influentes do mundo, segundo o prêmio Most Influential People of African Descent (MIPAD, na sigla em inglês).
É colunista no site da revista Marie Claire e em 2020 tornou-se apresentadora do Decora-se (Decora) no GNT, no qual é responsável em transformar o cotidiano e um cômodo da casa de famílias pela arquitetura. Também em 2020 foi uma das personalidades brasileiras da Forbes Under 30.
Em março de 2021 estreou a segunda temporada de Decora-se, no GNT, onde os próprios participantes executavam os projetos, devido ao contexto da pandemia.
Em janeiro de 2022, o Decora voltou, em seu formato original, agora com a apresentação de Setphanie. No segundo semestre do mesmo ano o programa se reformulou e passou a trazer cenários de novelas icônicas da Rede Globo como inspiração para os projetos de decoração. Nesta nova temporada, a arquiteta divide a apresentação com a atriz Cláudia Raia. 